# 登的象牙匾
登的象牙匾（或称麦格雷戈牌匾）是一件古埃及文物，可能是在阿拜多斯法老登的陵墓中发现的，它的日期可以追溯到约公元前2985年。根据铭文，这块象牙匾最初附着在国王的凉鞋上。该象牙匾现收藏于大英博物馆。
登的象牙匾与纳尔迈调色板是现存最早的描绘有古埃及法老形象的文物。登和纳尔迈都是古埃及第一王朝的法老。

## 起源与描述
这块牌匾由象牙制成，长5.4厘米，宽4.5厘米，厚0.2厘米。该文物可能是在位于阿拜多斯的法老登的马斯塔巴墓中发现的，它的制作年代约为公元前2985年。在法国考古学家、科普特学家和埃及学家埃米尔·阿梅利诺主导的考古工作中出土。
1922年之前，这块牌匾是麦格雷戈收藏的一部分。1922年，它被大英博物馆收购，这之后便一直在大英博物馆展出。它的文物编号为BM EA 55586。

### 牌匾正面
牌匾正面描绘了法老登的形象。他身缠腰布，头戴饰有圣蛇的尼美斯头巾，一条动物尾巴从他的裙子后面垂下来。牌匾上方刻有他的荷鲁斯名。他的姿势属于古埃及人物形象中常见的“杀敌”的主题：登举起右手，手持权杖准备击打敌人；他的左手则抓着敌人的头发。这名敌人已经跪下了，但仍试图抵挡法老的攻击。敌人留着山羊胡和辫子，说明他可能是一名亚洲人。

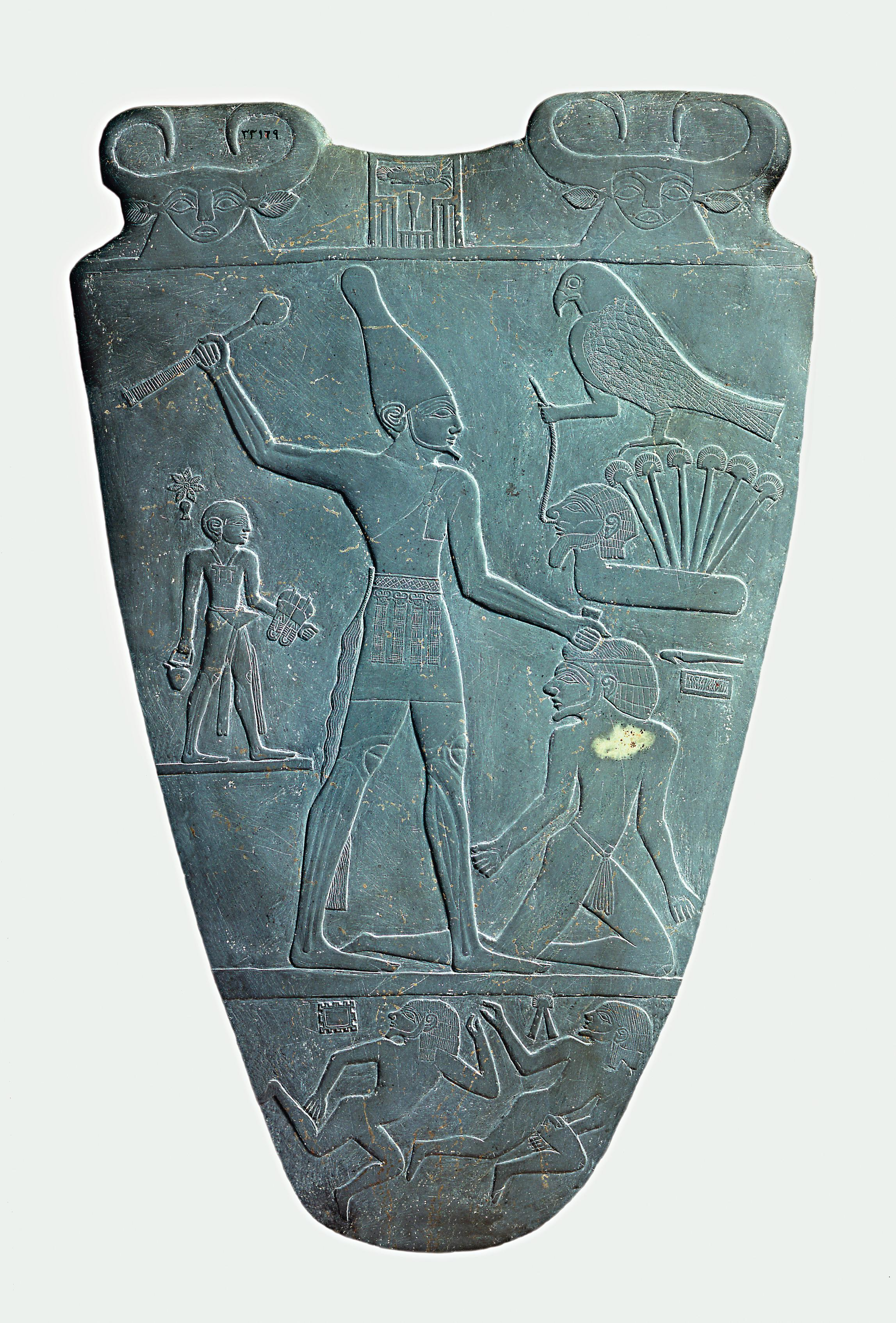
纳尔迈调色板上同样描绘有纳尔迈杀敌的主题

牌匾上刻有一处圣书体铭文，从左到右阅读，它的内容是：“我是第一个进军东方的人”，铭文旁边还刻有战神乌普奥特的豺狼旗帜。这段铭文告诉我们，登亲征并取得了对东方人的第一次胜利。说这是“第一次胜利”非常重要，这说明未来还会有更多的征服活动，而这之前的试图征服东方的战役可能都失败了。和登一样，其他第一王朝的法老也致力于保护和扩大埃及的边境和领土。在巴勒莫石碑的第三行中的一个王名被认为属于登，上面写道“打击贝都因人”，它可能指的就是这块牌匾上记录的战役，但也有可能指的是随后的战役，因为这一段战阵活动发生在登统治的后半期。
在这块牌匾中第一次出现了卡塔头巾，而登也是已知的第一位佩戴双王冠的法老，这表明登在描绘皇家形象的尝试中做出了很多大胆的创新。 

### 牌匾背面
牌匾的另一侧描绘了一双凉鞋，但凉鞋左侧部分因磨损而严重损坏。 根据铭文，这块牌匾最初是附在登的凉鞋上的。

## 文化影响
这件文物出现在大英博物馆的电视节目《100件物品的世界史》中。 